# Juan Guilloto León
Juan Guilloto León, även kallad Modesto eller Juan Modesto, född 24 september 1906 i El Puerto de Santa María, död 16 april 1969, var en republikansk arméofficer under det spanska inbördeskriget.

## Biografi
Juan Guilloto föddes i El Puerto de Santa María, Cádiz, och arbetade på ett sågverk innan han gick med i den spanska armén. Han tjänstgjorde i Marocko, där han blev korpral inom kolonialtrupperna i Larache.
Juan Guilloto anslöt sig till Spaniens kommunistiska parti (PCE) 1930, och 1933 placerades han som ansvarig för Milicias Antifascistas Obreras y Campesinas (MAOC) i Madrid, som utgjorde en paramilitär styrka för partiet. Han organiserade Sindicato de Oficios Varios y el Socorro Rojo, som ansvarade för internationella förbindelser med Internationella röda hjälpen.
När det spanska inbördeskriget bröt ut i juli 1936, deltog Juan Guilloto i attacken på Cuartel de la Montaña, och slaget vid Guadarrama som utkämpades i bergskedjan Guadarrama. Han var en av ledarna för det femte regementet och blev dess befälhavare från oktober 1936 och framåt. Han stred i Talavera de la Reina, Santa Olalla och Illescas (september 1936), försvaret av Madrid och det andra slaget vid Carretera de Coruña, samt i slaget vid Jarama (februari 1937).
Juan Guilloto befordrades till överstelöjtnant för den populära armén och befälhavare för 5:e armékåren och deltog i striderna vid Belchite, Brunete (juli) och Teruel (december 1937 och januari 1938). Den 26 augusti 1938 befordrades han till överste och blev chef för armén vid Ebro. Efter Kataloniens fall utnämnde Juan Negrín Modesto till general och chef för Centralarmén den 2 mars 1939.
I slutet av augusti flyttade han till provinsen Toledo, där han ledde en bataljon och försökte hålla tillbaka Francos framryckning mot Madrid. Modestos bataljon utmärktes särskilt i striderna med trupperna från Afrikas armé längs floden Tejo under deras framryckning mot Madrid. Under striderna i området Talavera-Santa Olalla samordnade han militära aktioner mellan miliserna och de reguljära enheterna (Guardias de asalto) under hans befäl. I november utmärkte han sig återigen under belägringen av Madrid och i januari 1939 under slaget om Barcelona.
Efter Casados kupp lämnade Modesto Spanien med ett flygplan den 6 mars. Senare övergick han till Sovjetunionen, vars regering erkände hans militära rang. Under andra världskriget tjänstgjorde han med Röda armén och de bulgariska kommuniststyrkorna. Han förlorade den interna maktkampen om kontroll över PCE mot José Díaz, och flyttade därefter till Prag.
Modesto skrev en bok om sin upplevelse under kriget i 5:e regementet, med titeln Soy del Quinto Regimento, publicerad i Paris 1969. Han dog i Prag 1969.

## Verk
- Modesto, Juan (1978). Soy del Quinto Regimiento: Notas de la Guerra Espanola. ISBN 8472223639